# Јамато 000593
Јамато 000593 (енгл. Yamato 000593; Y000593) је други највећи метеорит са Марса нађен на Земљи. Истраживања указују на то да је формиран пре око 1,3 милијарди година од лаве на Марсу, а лансиран је у свемир услед судара са Марсом који се догодио пре око 12 милиона година. На Земљи је слетео на Антарктик пре око 50 хиљада година.

## Откриће
Метеорит је откривен децембра 2000. године у Јамато леднику на Антарктику од стране 41. Јапанске антарктичке истраживачке експедиције.

## Опис
Маса метеорита је 13.7 kg. Потиче од магматске стене и састоји се претежно од издужених аугитних кристала. Тим јапанских научника је утврдио 2003. године да метеорит садржи минерал идингсит, који се формира елувијалним процесом базалта у присуству воде. Такође, НАСА-ини истраживачи су почетком 2014. објавили откриће сферних формација са високим садржајем угљеника у слојевима идингсита, као и микротубуларна својства која су иначе уочена код базалтног стакла земаљског порекла. Међутим, сматра се да морфолошка структура није довољан доказ за постојање примитивних животних форми. Према НАСА-ином тиму, присуство угљеника и недостатак одговарајућих катјона је конзистентно са постојањем органске материје фиксиране у идингситу. Према њиховом предвиђању, масена спектрометрија би могла да омогући дубљи увид у природу угљеника из метеорита.
Метеорит припада ахондритној подврсти наклитне групе метеорита марсовског порекла.